# Bitwa pod Mężeninem
Bitwa pod Mężeninem – walki polskiego 34 pułku piechoty por. Kazimierza Galińskiego z oddziałami sowieckiej 18 Dywizji Strzelców w czasie II ofensywy Frontu Zachodniego Michaiła Tuchaczewskiego w okresie wojny polsko-bolszewickiej.

## Położenie wojsk przed bitwą
W pierwszej dekadzie lipca przełamany został front polski nad Autą, a wojska Frontu Północno-Wschodniego gen. Stanisława Szeptyckiego cofały się pod naporem ofensywy Michaiła Tuchaczewskiego.
Naczelne Dowództwo Wojska Polskiego nakazało powstrzymanie wojsk sowieckiego Frontu Zachodniego na linii dawnych okopów niemieckich z okresu I wojny światowej.
Sytuacja operacyjna, a szczególnie upadek Wilna i obejście pozycji polskich od północy, wymusiła dalszy odwrót wojsk polskich.
1 Armia gen. Gustawa Zygadłowicza cofała się nad Niemen, a 4 Armia nad Szczarę.
Obrona wojsk polskich na linii Niemna i Szczary również nie spełniła oczekiwań. W walce z przeciwnikiem oddziały polskie poniosły duże straty i zbyt wcześnie zaczęły wycofanie na linię Bugu.
Plan polskiego Naczelnego Dowództwa zakładał, że 1. i 4 Armia oraz Grupa Poleska do 5 sierpnia będą bronić linii Narew – Orlanka oraz Leśna – Brześć, aby umożliwić przygotowanie kontrofensywy z rejonu Brześcia na lewe skrzydło wojsk Frontu Zachodniego Michaiła Tuchaczewskiego. Rozstrzygającą operację na linii Bug, Ostrołęka, Omulew doradzał też gen. Maxime Weygand.
Po odwrocie spod Grodna XVIII Brygada Piechoty płk. Aleksandra Narbuta-Łuczyńskiego weszła w skład grupy gen. Stefana Witkowskiego.

## Walki pod Mężeninem
28 lipca 34 pułk piechoty por. Kazimierza Galińskiego obsadził Narew na odcinku od Tykocina do Złotorii i przez trzy dni odpierał ataki czerwonoarmostów. Rano 31 sierpnia pod Łomżę podeszły oddziały 3 Korpusu Kawalerii Gaja Gaja. W tej sytuacji generał Stefan Witkowski nakazał odwrót.
1 sierpnia 34 pułk piechoty ześrodkował się w rejonie Leśnica – Kołaki Kościelne, a już o świcie 2 sierpnia maszerująca szosą z Mężenina na Zambrów 53 Brygada Strzelców zaatakowała zajmujący stanowiska obronne na wzgórzach pod Leśnicą jego I batalion.
W tym czasie z Kołaków Kościelnych na odsiecz załodze Łomży maszerował 35 pułk piechoty i batalion morski. Po drodze ubezpieczenia polskiej kolumny starły się z sowieckim 157 ps, który zmierzał w stronę Zambrowa.
Atak polskiej 2 i 3 kompanii zepchnął nieprzyjaciela za tor kolejowy i zmusił go do odwrotu na wschód.
Kilka kilometrów dalej 35 pp zaatakował kolejny sowiecki oddział. Energiczny atak czołowych kompanii wywołał w 158 pułku strzelców zamieszanie i czerwonoarmiści pospiesznie wycofali się w kierunku Mężenina.
W tym czasie I/34 pułku piechoty zatrzymał natarcie sowieckie pod Leśnicą, wyprowadził kontratak i odrzucił przeciwnika do Mężenina. Dowódca 34 pułku nie poprzestał na tym, wzmocnił grupę uderzeniową II batalionem i około 14.00 pododdziały polskie opanowały Mężenin.
W tym momencie na wioskę uderzyła niemal cała sowiecka 53 Brygada Strzelców, w tym także pułki zepchnięte przez 35 pułk piechoty ppłk. Wiktora Wielkopolanina-Nowakowskiego.
Z kolejnymi sowieckimi tyralierami skutecznie radziła sobie 4 kompania ckm por. Aleksandra Piotrowskiego. Dopuszczała ona czerwonoarmistów na kilkadziesiąt kroków i dopiero wtedy otwierała ogień.
W tym czasie por. Galiński dokonał głębokiego obejścia i dwie odwodowe kompanie z III batalionu uderzyły na tyły nieprzyjaciela.
Obawiając się okrążenia, Sowieci rozpoczęli bezładny odwrót. Panika spowodowała, że nie potrafili oni podjąć zorganizowanej obrony. W zalesionym terenie małe grupy czerwonoarmistów przeniknęły przez polską linię i rozproszyły się na bagnach w rejonie Wizny, a główne siły 53 Brygady Strzelców złożyły broń. Wieczorem, po zebraniu zdobyczy, 34 pp wycofał się z Mężenina na pozycje pod Leśnicą. Dowódca grupy operacyjnej gen. Lucjan Żeligowski wydał rozkaz dowódcy 34 pp, by wykorzystując wcześniejsze powodzenie, wyjść na tyły wojsk sowieckich zbierających się pod Jabłonką Kościelną.

## Bilans walk
Bitwa pod Mężeninem zakończyła się sukcesem pododdziałów polskich.
Straty sowieckie to około 300 poległych, rannych i potopionych w bagnach. Wzięto około 500 jeńców, zdobyto 6 dział, kilkanaście ckm-ów i cały tabor 53 Brygady Strzelców.
Sowiecka brygada na pewien czas utraciła całkowicie zdolność bojową.
Straty polskie to sześciu poległych i piętnastu rannych.
Za bój pod Mężeninem zostali podani do odznaczenia orderem Virtuti Militari dowódca XVIII BP pułkownik Aleksander Narbut-Łuczyński oraz pełniący obowiązki dowódcy 34 pp porucznik Kazimierz Galiński.